# ジョルジュ・デュアメル
ジョルジュ・デュアメル（Georges Duhamel、1884年6月30日 - 1966年4月13日）は、フランスのユマニスムの医師、作家、詩人。アカデミー・フランセーズ会員。代表作に『パスキエ家の記録』、『サラヴァンの生涯と冒険』などがある。1918年ゴンクール賞のほか、芸術文化勲章コマンドゥール、レジオンドヌール勲章グランクロワを受けた。

## 経歴
パリ13区に生まれ、移り気な父のため、幼少期に転居を繰り返しながら、12歳の頃から詩作し、1900年には小説も書いた。1901年、大学入学資格試験を通過し、1902年医学大学へ進んだ。
1902年頃、シャルル・ヴィルドラック、ルネ・アルコスらの若手作家を知った。しばしば近隣諸国に遊ぶ一方、学資稼ぎもした。
1906年秋からの14ヶ月間、ヴィルドラック、アルコスほかの詩人・作家・画家・音楽家・印刷工らと、パリ南東クレテイユの古家を改造した「クレテイユの僧院（Abbaye de Créteil）」に籠もって、出版で自活しようとする理想主義的文学共同生活を営み、ジュール・ロマンも参加した。『アベイ派』と呼ばれた。1907年、詩集『伝説、戦闘』を『僧院』から出版した。アベイ派仲間との交流は、その後も続いた。
1909年、卒業して医学博士となり、製薬の研究所に勤務し、また、文芸雑誌『メルキュール・ド・フランス』の詩歌批評欄を担当した。この年、女優ブランシュ・アルバーヌと結婚した。
1914年からの第一次世界大戦には、志願して野戦外科医となり、約4年間に数千件の手当をした。その体験を、1917年の『殉難者の記録』と1918年の『文明』とに纏め、後者によりゴンクール賞を得た。その後、機械文明や画一主義よりはユマニスムの寛容を尊ぶべし、とする文筆活動を続けた。
1927年のソヴィエト旅行、1929年のアメリカ旅行の見聞を、『モスクワの旅』と『未来生活情景』とに纏め、前者の画一主義と後者の機械主義文明を批判した。
1935年から1938年まで、『メルキュール・ド・フランス』の主筆を勤めた。
1935年10月、『人民戦線賛成』の署名を拒否した。11月、アカデミー・フランセーズの会員に選ばれた。風雲急なヨーロッパ各国で、技術的発展にでなく人間の心に基づく文明を説いた。
ナチス占領期の1941年、ルイ・アラゴンらに共産党の対独レジスタンス・グループ国民戦線の一派として結成された全国作家委員会 (CNE) の入会を要請されたが応じなかった。1942年、ドイツ占領軍に全著作の発売禁止処分を受けた。
1944年、パリ解放後、漸く全国作家委員会に入会したが、対独協力作家のブラックリストを『レットル・フランセーズ 』紙に掲載するなどの過度のエピュラシオンに反対し、1946年脱会した。
1950年、左翼のルイ・アラゴンと論争し、彼に非難された。
1952年、読売新聞の招待で、訪日した。
その後も文筆活動を続けたが、1960年健康を損ね、1966年4月、ヴァル＝ドワーズ県ヴァルモンドワの別荘で、81年余の生涯を閉じた。
生前、次の肩書も持った。
- 1937年 - 1940年：フランス語普及のためのアリアンス・フランセーズ会長[1]。
- 1937年 - ：国立医学アカデミー（フランス語版）会員。
- 1939年9月からの第二次世界大戦初期：国立ラジオ放送局最高顧問。
- 1944年 - 1946年：アカデミー・フランセーズ常任書記長。
- 1944年 - ：倫理・政治学アカデミー（フランス語版）会員。

医学アカデミー
シャルル・ヴィルドラックは、姉の夫である。作曲家のアントワーヌ・デュアメルは息子である。

## おもな著作
- 1907：伝説、戦闘（Des légendes, des batailles）詩集
- 1911：光（La Lumière）、戯曲、1911.4.3 - オデオン座で初演
- 1912：彫像の影の下で（Dans l'ombre des statues）、戯曲、1913.3.14 - オデオン座で初演
- 1913：戦闘（Le Combat）、戯曲、1913.3.14 - テアトル・デ・ザールで初演
- 1917：殉難者の記録（Vie des Martyrs）、記録
- 1918：文明（Civilisation）、評論、ゴンクール賞受賞。
- 1920：運動選手の仕事（L'Œuvre des athlètes）、戯曲、1920.4.10 - ヴィユ・コロンビエ劇場で初演。
- 1921：お好きな時に（Quand vous voudrez）、戯曲、1921.2.5 - ジョルジュ・ピトエフ（Georges Pitoëff）一座が初演
- 1921：ラポアントとロピトー（Lapointe et Ropiteau）、戯曲、1921.2.10 - ピトエフ一座が初演
- 1923：告白の日（La Journée des aveux）、戯曲、1923.10.24 - ルイ・ジューヴェ一座が初演
- 1920 - 1932：サラヴァンの生涯と冒険（Vie et aventures de Salavin）、連作小説
  - 1920：1. 深夜の告白（Confession de minuit）
  - 1924：2. 二人の男（Deux Hommes）
  - 1927：3. サラヴァンの日記（Journal de Salavin）
  - 1929：4. リヨン人たちのクラブ（Le Club des Lyonnais）
  - 1932：5. あるがままに（Tel qu'en lui-même...）
- 1928：モスクワの旅（Le Voyage de Moscou）、紀行・評論
- 1930：未来生活情景（Scènes de la vie future）、紀行・評論
- 1933 - 1945：パスキエ家の記録（Chronique des Pasquier）、連作小説
  - 1933：1. ル・アーヴルの司教（Le Notaire du Havre）
  - 1934：2. 野獣の園（Le Jardin des bêtes sauvages）
  - 1934：3. 約束の地の眺め（Vue de la Terre promise）
  - 1935：4. 聖ジャンの夜（La Nuit de la Saint-Jean）
  - 1937：5. ビエーヴルの砂漠（Le Désert de Bièvres）、
  - 1937：6. 先生たち（Les Maîtres）
  - 1938：7. われわれのセシル（Cécile parmi nous）
  - 1939：8. 影との戦い（Le Combat contre les ombres）
  - 1941：9. シュザンヌと若者たち（Suzanne et les Jeunes Hommes）
  - 1944：10. ジョゼフ・パスキエの受難（La Passion de Joseph Pasquier）
- 1936：わが庭の寓話（Fables de mon jardin）、随筆
- 1937：文芸の擁護（Défense des Lettres）、評論
- 1944 - 1953：わが生涯に光をあてて（Lumières sur ma vie）、回想録、全5巻
- 1944：慰めの音楽（La musique consolatrice）、随筆
- 1946：天上生活回想（Souvenirs de la vie du Paradis）、小説
- 1950：パトリス・ペリヨの遍歴（Le Voyage de Patrice Périot）小説
- 1953：伝統と未来の間の日本（Le Japon entre la tradition et l'avenir）、紀行

## 訳書
- 『文明』和田伝訳『新興文学全集 第17巻』平凡社 1930
- 『深夜の告白・リオネエ倶楽部』中村星湖訳『世界文学全集』新潮社、1931
- 『戦争の診断』木村太郎訳 白水社 1931
- 『犠牲』木村太郎訳 白水社 1935
- 『北方の歌』尾崎喜八訳 竜星閣 1940
- 『阿蘭陀組曲』尾崎喜八訳 竜星閣 1941　のち角川文庫『阿蘭陀組曲・北方の歌』
- 『恫喝者アメリカ』木原直夫訳 紘洋社 1941
- 『殉難者』木村太郎訳、創元社（1950）
- 『モスコウの旅』尾崎喜八訳、龍星閣（1941）
- 『未来生活風景 アメリカ旅行記』神谷行訳　筑摩書房、1949

『未来生活情景』中込純次訳、審美社（1985）
- 『文学の宿命』渡辺一夫訳、創元社（1940）
- 『サラヴァンの生涯と冒険』全5巻　木村太郎訳、白水社（1942-43）
  - 『真夜中の告白』蛯原徳夫訳、岩波文庫（1941）（上記の第一巻）
- 『パスキエ家の記録』全10巻：長谷川四郎訳、みすず書房（1950）
- 『わが庭の寓話』尾崎喜八訳、創元社、1953　ちくま文庫（1998）
- 『慰めの音楽』戸田邦雄訳 創元社 1952

尾崎喜八訳、白水社（1999）
- 『パトリス・ペリヨの遍歴』渡辺一夫訳、岩波書店（1952）
- 『希望号の人々 原子時代の物語』田付たつ子、高橋邦太郎訳、講談社ミリオン・ブックス（1956）
- 『日本という国』松尾邦之助訳 読売新聞社 1953
- 『日本の文明』松尾邦之助訳　読売新聞社 1954
- 『二人の男』佐藤輝夫訳『三笠版現代世界文学全集 第8』三笠書房 1955
- 『天上生活回想』室井庸一訳『世界文学大系 第59』筑摩書房 1961